# Adesmia ameghinoi
Adesmia ameghinoi är en ärtväxtart som beskrevs av Carlos Luis Spegazzini. Adesmia ameghinoi ingår i släktet Adesmia och familjen ärtväxter. Inga underarter finns listade i Catalogue of Life.